# Ruger Old Army
 (octobre 2024).

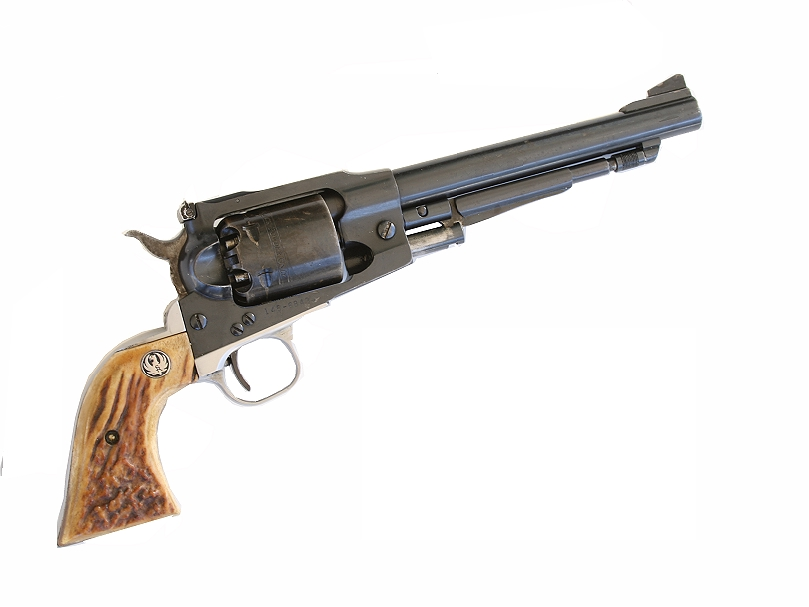
Exemplaire d'un Ruger Old Army

Le Ruger Old Army est un revolver à poudre noire de calibre .44 commercialisé par Ruger de 1972 à 2008.

## Conception
Le revolver Ruger Old Army est inhabituel dans la mesure où, contrairement à la plupart des revolvers à percussion du marché, il n'était pas basé sur une conception historique, mais était une modification du modèle Blackhawk de Ruger, lui-même basé sur le Colt Peacemaker, tout en s'inspirant du revolver Spiller and Burr, notamment au niveau du refouloir. Le revolver Old Army intègre en conséquence de nombreuses caractéristiques de conception modernes, bien qu'il utilise un chargement à poudre noire.
Contrairement au Blackhawk, le Old Army n'utilisait pas la sécurité de la barre de transfert de Ruger ; à la place, le revolver s'appuyait sur une série d'encoches de sécurité entre chaque chambre du barillet, comme sur les modèles de revolvers Remington/Colt à poudre noire du milieu du XIXe siècle.

## Fiche technique
- Type : Revolver à poudre noire, à chargement par la bouche et platine simple action.

- Longueur : 34,3 cm (avec canon de 19 cm)

- Poids : 1,3 kg

- Calibre : (11,4 mm)

- Munition  : .457 Balle ronde

- Capacité: 6 coups

## Versions
Le Old Army existe en acier bleui et en acier inoxydable. La première série de revolvers, fabriquée entre 1972 et 1981 (avec les numéros de série 140-000000 à 140-46841) était entièrement bleuie. À partir de 1982, des versions en acier inoxydable ont également été produites, à commencer par le numéro de série 145-00000. Initialement équipés de viseurs réglables, les modèles à viseur fixe ont été proposés pour la première fois en 1994. D'abord proposé exclusivement en 7,5 pouces (190 mm), un canon de 5,5 pouces (140 mm) a été introduit en 2002. Certaines versions ont été vendues avec des poignées en ivoire polymère.
Les canons des revolvers fabriqués en 1976 portaient la mention : « MADE IN THE 200TH YEAR OF AMERICAN LIBERTY ».

## Législation
En France, l'arme est classée en catégorie B au titre que « ce n'est pas une réplique d'arme du XIXe siècle au sens strict du terme », alors que la plupart des armes à poudre noire sont en catégorie D.